# George Westinghouse Bridge
Die George Westinghouse Bridge, offiziell die George Westinghouse Memorial Bridge, ist eine Straßenbrücke in East Pittsburgh, einem Vorort von Pittsburgh im Allegheny County, Pennsylvania, USA, die den Lincoln Highway über den Turtle Creek führt.
Sie ist nach George Westinghouse benannt, dem großen amerikanischen Erfinder und Großindustriellen, der 1886 in East Pittsburgh die Westinghouse Electric & Manufacturing Company gegründet hatte.
Die Brücke ist etwa 15 km von Downtown Pittsburgh entfernt und überquert in rund 60 m Höhe das enge Tal mit dem kanalisierten Fluss, großen Fabrikhallen, Eisenbahngleisen und einer 2011 eröffneten aufgeständerten Hauptverkehrsstraße. Von der Brücke aus sind die Edgar Thomson Steel Works weiter flussabwärts zu sehen.
Die 475,5 m (1560 ft) lange und 19,5 m (64 ft) breite Brücke hat vier Fahrstreifen und beidseitige, durch niedrige Betonleitwände getrennte Gehwege. Die Stahlbetonbrücke hat fünf parabelförmige Bögen mit Pfeilerachsabständen (von Westen nach Osten) von 59,8 + 90 + 140 + 90 + 84,6 m (196,25 + 295 + 460 + 295 + 277,5 ft). Die Bögen bestehen aus 4,27 m (14 ft) breiten Betonrippen, auf denen die Fahrbahntafel mit schlanken doppelten Betonstützen aufgeständert ist, die untereinander durch Querbalken versteift sind. Die auskragende Fahrbahnplatte wird durch Konsolen gestützt. Die Pfeiler werden oberhalb der Fahrbahntafel durch Granitquader abgeschlossen. Über den Widerlagern stehen Art-déco-Pylone, deren Reliefs Motive enthalten, die mit Westinghouse und der Stahlindustrie der Region zusammenhängen.
Die Brücke wurde vom Public Works Departement des Allegheny County unter ihrem Chief Engineer Vernon R. Covell geplant und in den Jahren 1930 bis 1932 errichtet. Die George Westinghouse Bridge wurde 1977 in das National Register of Historic Places eingetragen. 1983 wurde sie grundlegend saniert.